# Episodi di Curb Your Enthusiasm (nona stagione)
La nona stagione della serie televisiva Curb Your Enthusiasm è stata trasmessa in prima visione negli Stati Uniti dal 1º ottobre al 3 dicembre 2017 su HBO.
In Italia la stagione è attualmente inedita.
| nº | Titolo originale               | Titolo italiano | Prima TV USA     | Prima TV Italia |
| -- | ------------------------------ | --------------- | ---------------- | --------------- |
| 1  | Foisted                        |                 | 1º ottobre 2017  |                 |
| 2  | The Pickle Gambit              |                 | 8 ottobre 2017   |                 |
| 3  | A Disturbance in the Kitchen   |                 | 15 ottobre 2017  |                 |
| 4  | Running with the Bulls         |                 | 22 ottobre 2017  |                 |
| 5  | Thank You for Your Service     |                 | 29 ottobre 2017  |                 |
| 6  | The Accidental Text on Purpose |                 | 5 novembre 2017  |                 |
| 7  | Namaste                        |                 | 12 novembre 2017 |                 |
| 8  | Never Wait for Seconds!        |                 | 19 novembre 2017 |                 |
| 9  | The Shucker                    |                 | 26 novembre 2017 |                 |
| 10 | Fatwa!                         |                 | 3 dicembre 2017  |                 |